# Haliclystus tenuis
Espèce
Haliclystus tenuis  est une espèce de Stauroméduses appartenant à la famille des Lucernariidae.

## Habitat et répartition
Cette espèce est présente dans les eaux du nord-ouest de l'océan Pacifique et notamment au Japon.

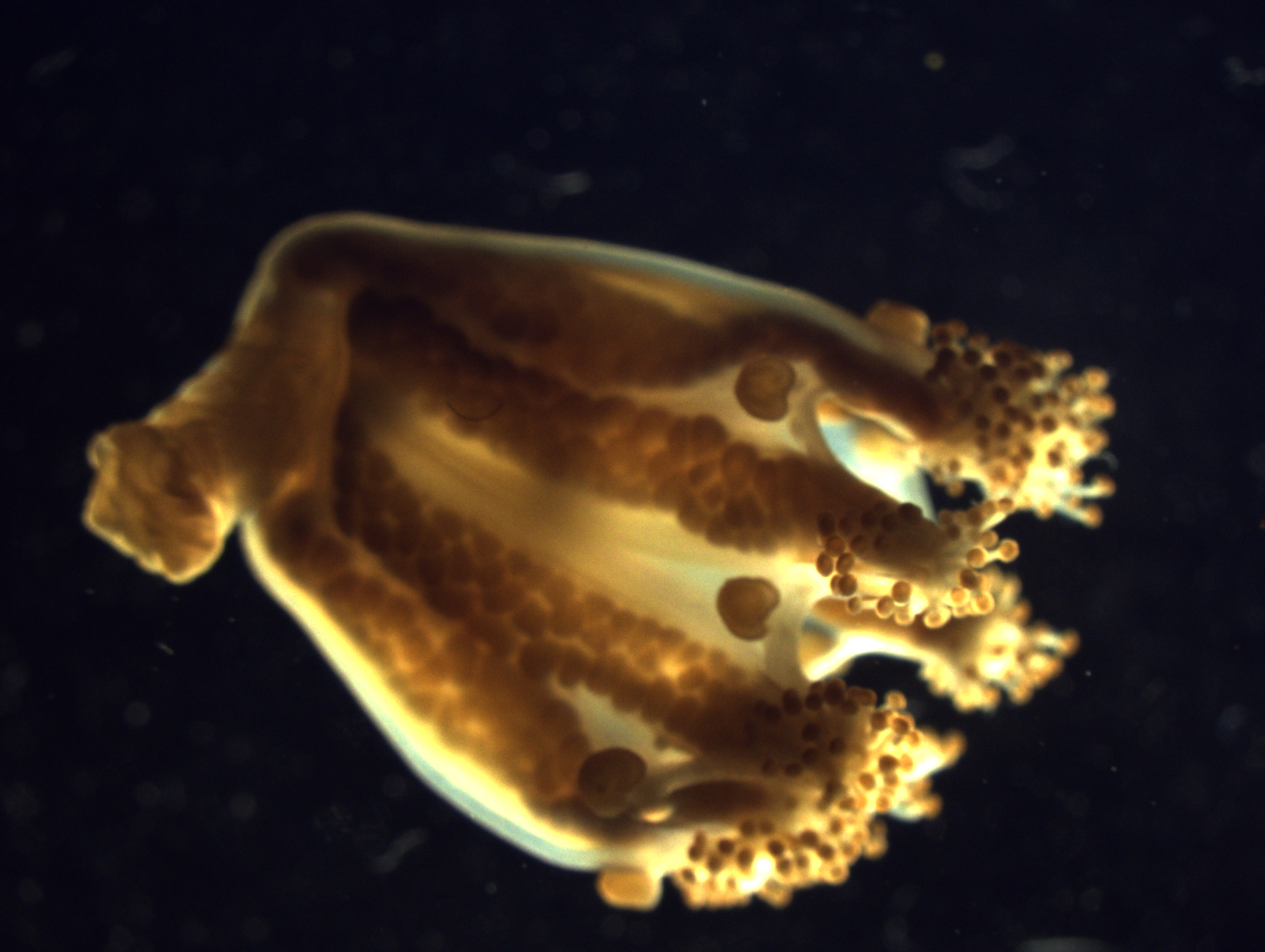
Haliclystus tenuis